# Callie Thorne
Callie Thorne (ur. 20 listopada 1969 w Bostonie) – amerykańska aktorka filmowa i telewizyjna.

## Filmografia
Seriale
- 2002-2004, 2006, 2008: Prawo ulicy jako Elena McNulty
- 2005-2006: Ostry dyżur jako Jodie Kenyon
- 2006-2008: Skazany na śmierć jako Pam Mahone
- 2009-2010: Tożsamość szpiega jako Natalie Rice
- 2011-2013: Nie ma lekko jako Danielle Dani Santino
- 2004 - 2011: Rescue Me jako Sheila Keefe

Filmy
- 1996: Nowe życie Eda jako Natalie 'Lee' Nicol
- 2000: Koledzy z wydziału zabójstw jako detektyw Laura Ballard
- 2002: Histeryczna ślepota
- 2005: David & Layla
- 2006: W pogoni za sławą jako Gabi
- 2010: Miły gość Johnny jako Roseanne

## Nagrody i nominacje
Za rolę Danielli Dani Santino w serialu Nie ma lekko została nominowana do Złotego Globu.